# ریچارد استیرنز
ریچارد استیرنز (انگلیسی: Richard E. Stearns؛ زادهٔ ۵ ژوئیهٔ ۱۹۳۶) یک دانشمند رایانه برجسته اهل ایالات متحده آمریکا است. وی به همراه ژوریس هارتمانیس، جایزه تورینگ را در سال ۱۹۹۳ "به پاس قدردانی از مقاله مهم خود که پایه‌های حوزه نظریه پیچیدگی محاسباتی را ایجاد کرد" دریافت کرد. در سال ۱۹۹۴ او به عنوان عضو انجمن ماشین‌های محاسباتی معرفی شد.
استیرنز با مدرک B.A در ریاضیات از کالج کارلتون در سال ۱۹۵۸ فارغ‌التحصیل شد. در سال ۱۹۶۱ در رشته ریاضیات از دانشگاه پرینستون پس از اتمام پایان نامه دکتری تحت عنوان بازی‌های مشارکتی سه نفره بدون پرداخت‌های جانبی، زیر نظر هرولد دابلیو کوهن مدرک پی‌اچ‌دی را دریافت کرد.
استیرنز اکنون پروفسور ممتاز علوم رایانه در دانشگاه ایالتی نیویورک در آلبانی است.